# Росас, Марио
Марио Росас (исп. Mario Rosas; род. 22 мая 1980, Малага, Андалусия) — испанский футболист, полузащитник, и тренер. В настоящее время ассистент главного тренера в клубе «Беллинцона».

## Карьера

### Клубная
Воспитанник испанской «Барселоны». Занимался в академии «Ла Масия». За взрослую команду дебютировал 15 мая 1998 года в матче чемпионата Испании против «Саламанки». Клуб стал чемпионом Испании.
Летом 2000 года перешёл в «Алавес». В сезоне 2000/01 сыграл 6 матчей в чемпионате Испании. В сезоне 2001/02 был в аренде в «Саламанке». Сыграл 33 матча во 2-м дивизионе чемпионата Испании. В сезоне 2003/04 выступал за «Кадис». Сыграл 28 матчей и забил 1 гол во 2-м дивизионе чемпионата Испании. В 2005 году сыграл за «Жирону» 13 матчей и забил 1 гол.
С 2005 по 2009 год выступал за «Кастельон». Сыграл 123 матча и забил 16 голов во 2-м дивизионе Испании. С июля 2009 по декабрь 2010 года выступал за клуб «Реал Мурсия». Сыграл 23 матча во 2-м дивизионе Испании. С декабря 2010 ро июль 2011 года выступал за «Саламанку». Сыграл 19 матчей во 2-м дивизионе Испании. С июля 2011 по январь 2012 года выступал за азербайджанский «Хазар-Ленкорань». Сыграл 10 матчей в чемпионате Азербайджана. С января по июль 2012 года выступал за «Уэску». Сыграл 20 матчей и забил 1 гол во 2-м дивизионе Испании. С декабря 2012 по июль 2013 года выступал за «Эркулес». Сыграл 19 матчей и забил 1 гол во 2-м дивизионе Испании. С июля 2013 по декабрь 2014 года выступал за «Эльденсе».

### В сборной
Выступал за юношеские сборные Испании (до 16, 17 и 18 лет).

## Достижения
Барселона
- Чемпион Испании (1): 1997/98.

## Характеристика
Выступал на позиции атакующего полузащитника, отличался креативностью. В детстве и юности считался одним из самых перспективных игроков своего поколения. «Он был лучшим из моего поколения. Он лучший игрок, которого я видел в кантере» — так отзывается о Росасе Хави, игравший вместе с ним в системе «Барселоны».